# Les Albres
Les Albres sont une commune française située dans le département de l'Aveyron en région Occitanie.

## Géographie

### Localisation et communes limitrophes
La commune des Albres se trouve au nord-ouest  du département de l'Aveyron, dans la petite région agricole du Ségala. Elle se situe à 47 km par la route de Rodez, préfecture du département, à 35 km de Villefranche-de-Rouergue, sous-préfecture et à 12 km de Capdenac-Gare, bureau centralisateur du canton de Lot et Montbazinois dont dépend la commune depuis 2015. La commune fait en outre partie du bassin de vie de Decazeville.
Les communes les plus proches sont, : 
Asprières (2,5 km), Viviez (3,9 km), Galgan (3,9 km), Bouillac (4,2 km), Cuzac (46) (5,2 km), Sonnac (5,3 km), Peyrusse-le-Roc (5,4 km), Valzergues (5,7 km), Aubin (5,8 km).

### Hydrographie

#### Réseau hydrographique

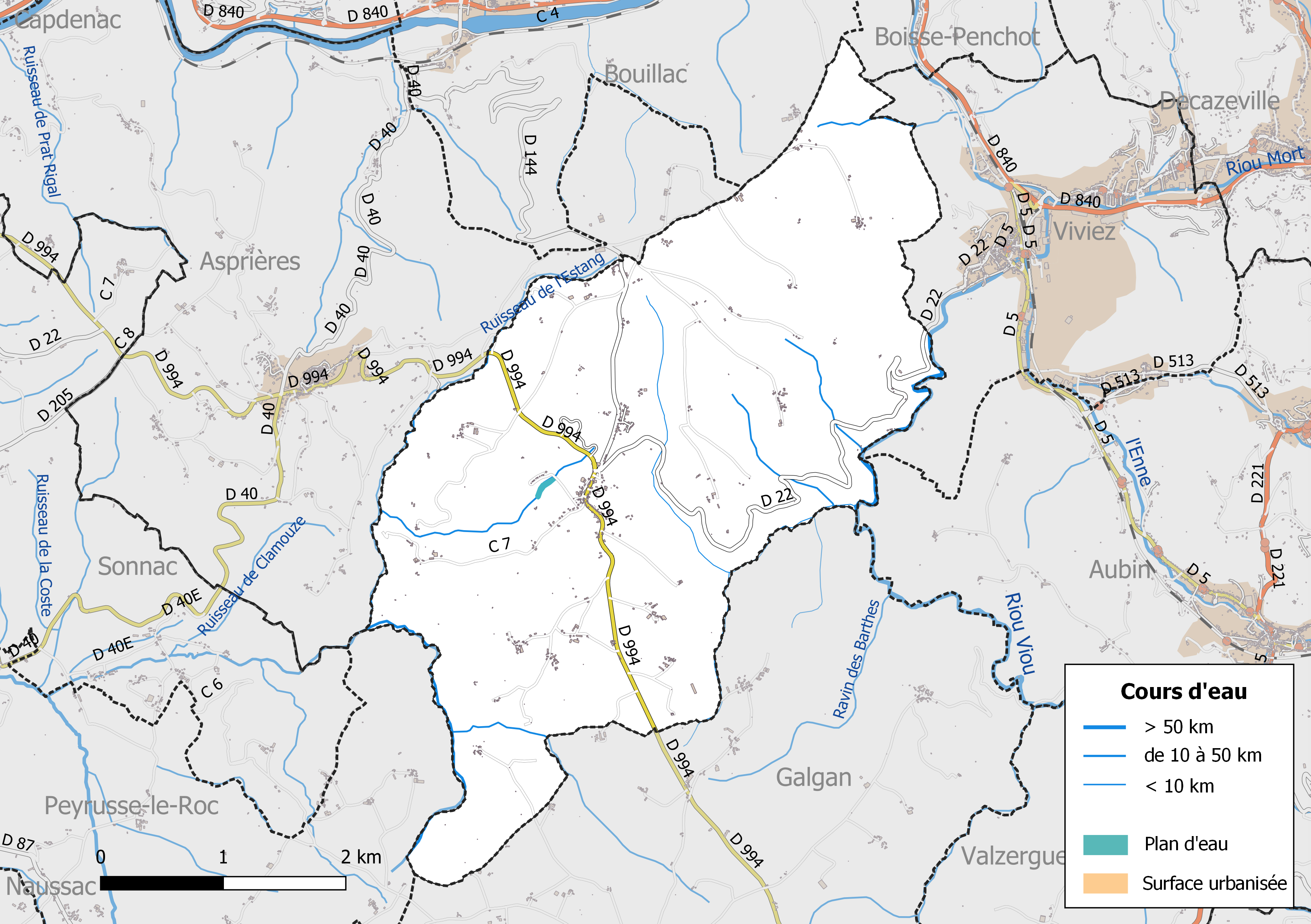
Réseaux hydrographique et routier des Les Albres.

La commune est drainée par le Riou Viou, le ruisseau de tournhac, le ruisseau de l'Estang et par divers petits cours d'eau.
Le Riou Viou, d'une longueur totale de 25,4 km, prend sa source dans la commune d'Escandolières et se jette  dans le Riou Mort à Viviez, après avoir traversé 9 communes.

#### Gestion des cours d'eau
La gestion des cours d’eau de la commune situés dans le bassin de l’Aveyron est assurée par l’établissement public d'aménagement et de gestion des eaux (EPAGE) Aveyron amont, créé le 1er janvier 2017, en remplacement du syndicat mixte du bassin versant Aveyron amont,,.

### Climat
Pour des articles plus généraux, voir Climat de l'Occitanie et Climat de l'Aveyron.
En 2010, le climat de la commune est de type climat océanique altéré, selon une étude s'appuyant sur une série de données couvrant la période 1971-2000. En 2020, Météo-France publie une typologie des climats de la France métropolitaine dans laquelle la commune est exposée à un climat de montagne et est dans la région climatique Ouest et nord-ouest du Massif Central, caractérisée par une pluviométrie annuelle de 900 à 1 500 mm, maximale en automne et en hiver.
Pour la période 1971-2000, la température annuelle moyenne est de 11,4 °C, avec une amplitude thermique annuelle de 15,6 °C. Le cumul annuel moyen de précipitations est de 1 099 mm, avec 10,9 jours de précipitations en janvier et 6,9 jours en juillet. Pour la période 1991-2020, la température moyenne annuelle observée sur la station météorologique la plus proche, située sur la commune de Faycelles à 15 km à vol d'oiseau, est de 13,1 °C et le cumul annuel moyen de précipitations est de 806,2 mm,. Pour l'avenir, les paramètres climatiques de la commune estimés pour 2050 selon différents scénarios d'émission de gaz à effet de serre sont consultables sur un site dédié publié par Météo-France en novembre 2022.

### Milieux naturels et biodiversité
L’inventaire des zones naturelles d'intérêt écologique, faunistique et floristique (ZNIEFF) a pour objectif de réaliser une couverture des zones les plus intéressantes sur le plan écologique, essentiellement dans la perspective d’améliorer la connaissance du patrimoine naturel national et de fournir aux différents décideurs un outil d’aide à la prise en compte de l’environnement dans l’aménagement du territoire.
Le territoire communal des Albres comprend une ZNIEFF de type 2, : 
la « vallée du Lot (partie Aveyron) » (19 239 ha), qui s'étend sur 47 communes dont 39 dans l'Aveyron, 5 dans le Cantal, deux dans le Lot et une dans la Lozère.

## Urbanisme

### Typologie
Au 1er janvier 2024, Les Albres sont catégorisés commune rurale à habitat dispersé, selon la nouvelle grille communale de densité à 7 niveaux définie par l'Insee en 2022.
Elle est située hors unité urbaine et hors attraction des villes,.

### Occupation des sols

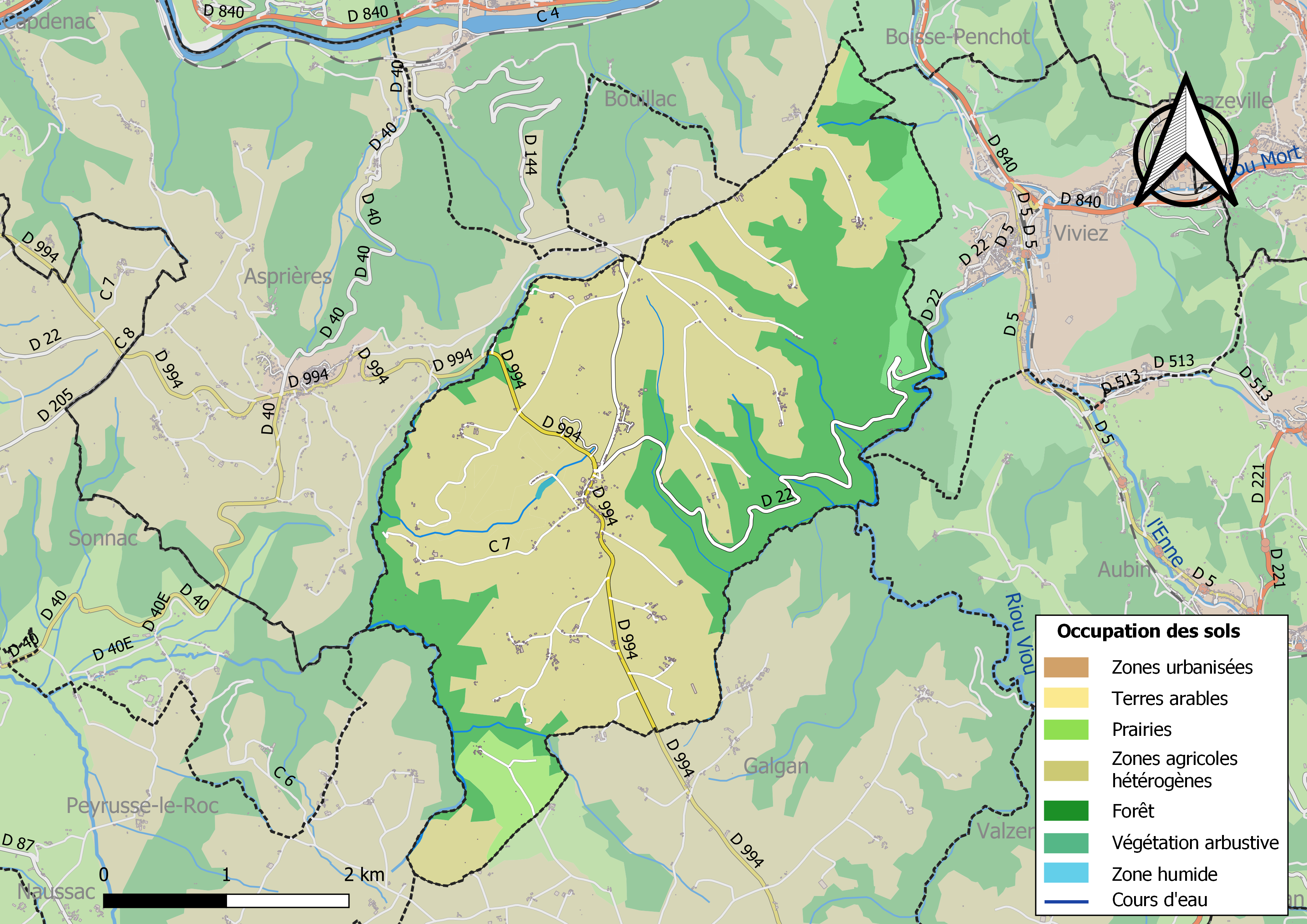
Infrastructures et occupation des sols de la commune des Les Albres.

L'occupation des sols de la commune, telle qu'elle ressort de la base de données européenne d’occupation biophysique des sols Corine Land Cover (CLC), est marquée par l'importance des territoires agricoles (65,9 % en 2018), en augmentation par rapport à 1990 (62,5 %). La répartition détaillée en 2018 est la suivante : 
zones agricoles hétérogènes (63,1 %), forêts (30,8 %), milieux à végétation arbustive et/ou herbacée (3,2 %), prairies (2,9 %).

### Planification
La loi SRU du 13 décembre 2000 a incité fortement les communes à se regrouper au sein d’un établissement public, pour déterminer les partis d’aménagement de l’espace au sein d’un SCoT, un document essentiel d’orientation stratégique des politiques publiques à une grande échelle. La commune est dans le territoire du SCoT du Centre Ouest Aveyron  approuvé en février 2020. La structure porteuse est le Pôle d'équilibre territorial et rural Centre Ouest Aveyron, qui associe neuf EPCI, dont la communauté de communes du Plateau de Montbazens, dont la commune est membre.
En matière de planification, la commune, en 2017, avait engagé l'élaboration d'un plan local d'urbanisme.

### Risques majeurs
Le territoire de la commune des Albres est vulnérable à différents aléas naturels : climatiques (hiver exceptionnel ou canicule), feux de forêts et séisme (sismicité très faible).
Il est également exposé à un risque technologique :  le transport de matières dangereuses et à un risque particulier, le risque radon,.

#### Risques naturels
Le Plan départemental de protection des forêts contre les incendies découpe le département de l’Aveyron en sept « bassins de risque » et définit une sensibilité des communes à l’aléa feux de forêt (de faible à très forte). La commune est classée en sensibilité faible.

#### Risques technologiques
Le risque de transport de matières dangereuses sur la commune est lié à sa traversée par une canalisation de transport de gaz. Un accident se produisant sur une telle infrastructure est en effet susceptible d’avoir des effets graves au bâti ou aux personnes jusqu’à 350 m, selon la nature du matériau transporté. Des dispositions d’urbanisme peuvent être préconisées en conséquence.

#### Risque particulier
Dans plusieurs parties du territoire national, le radon, accumulé dans certains logements ou autres locaux, peut constituer une source significative d’exposition de la population aux rayonnements ionisants. Toutes les communes du département sont concernées par le risque radon à un niveau plus ou moins élevé. La commune des Albres est classée à risque moyen à élevé.

## Histoire
La commune fut restaurée en 1877 par détachement d'Asprières.
Elle correspond à la paroisse et à la communauté d'Ancien Régime.
Le roi était seigneur haut justicier des Albres, qui dépendait du bailliage de Peyrusse.
La paroisse relevait du prévôt de Montsalvy, qui désignait le prieur de la paroisse - le religieux qui percevait la dîme - et le curé.

## Politique et administration

### Découpage territorial
La commune des Albres est membre de la communauté de communes du Plateau de Montbazens, un établissement public de coopération intercommunale (EPCI) à fiscalité propre créé le 31 décembre 1996 dont le siège est à Montbazens. Ce dernier est par ailleurs membre d'autres groupements intercommunaux.
Sur le plan administratif, elle est rattachée à l'arrondissement de Villefranche-de-Rouergue, au département de l'Aveyron et à la région Occitanie. Sur le plan électoral, elle dépend du  canton de Lot et Montbazinois pour l'élection des conseillers départementaux, depuis le redécoupage cantonal de 2014 entré en vigueur en 2015, et de la deuxième circonscription de l'Aveyron  pour les élections législatives, depuis le dernier découpage électoral de 2010.

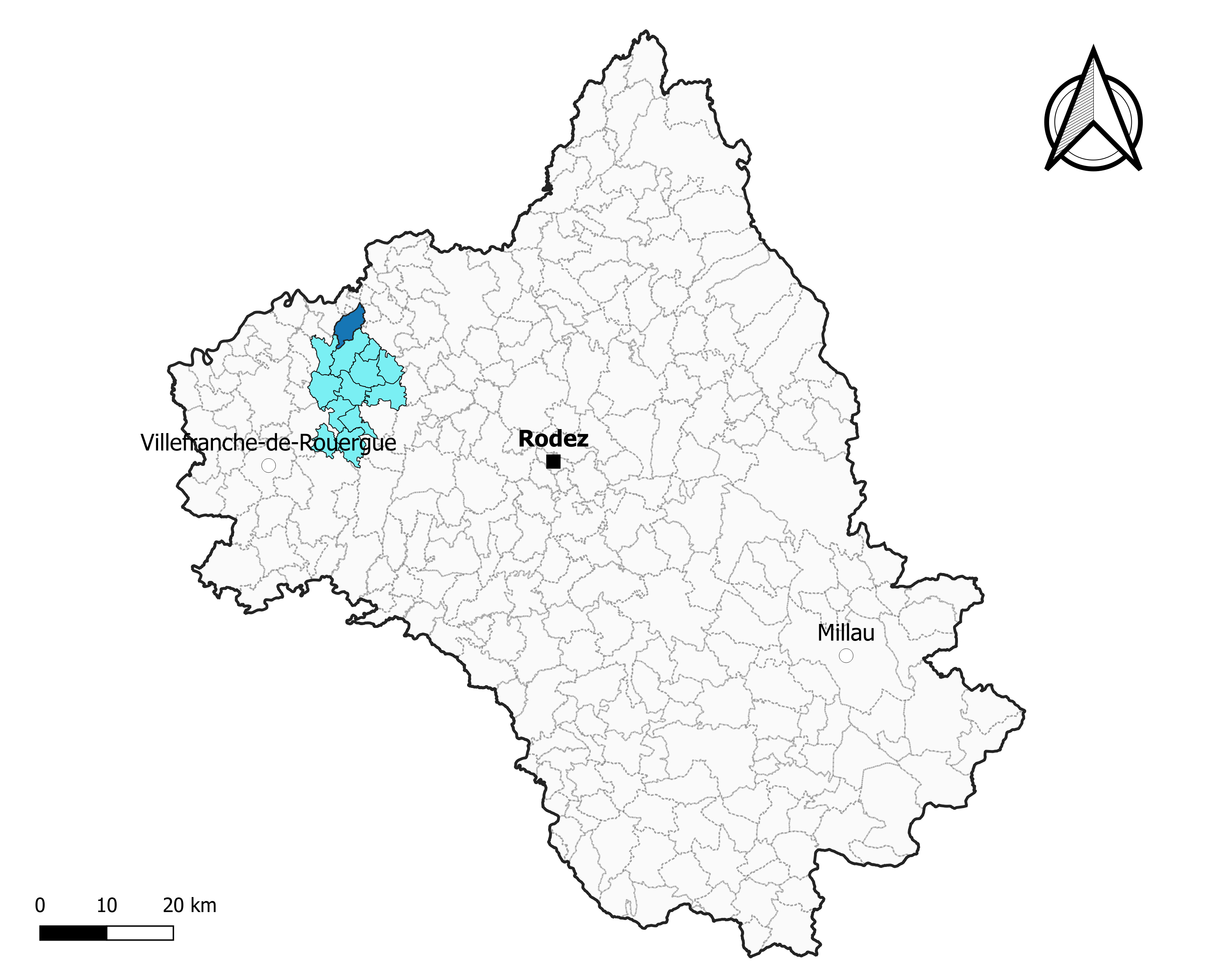
Les Albres dans l'intercommunalité en 2020.
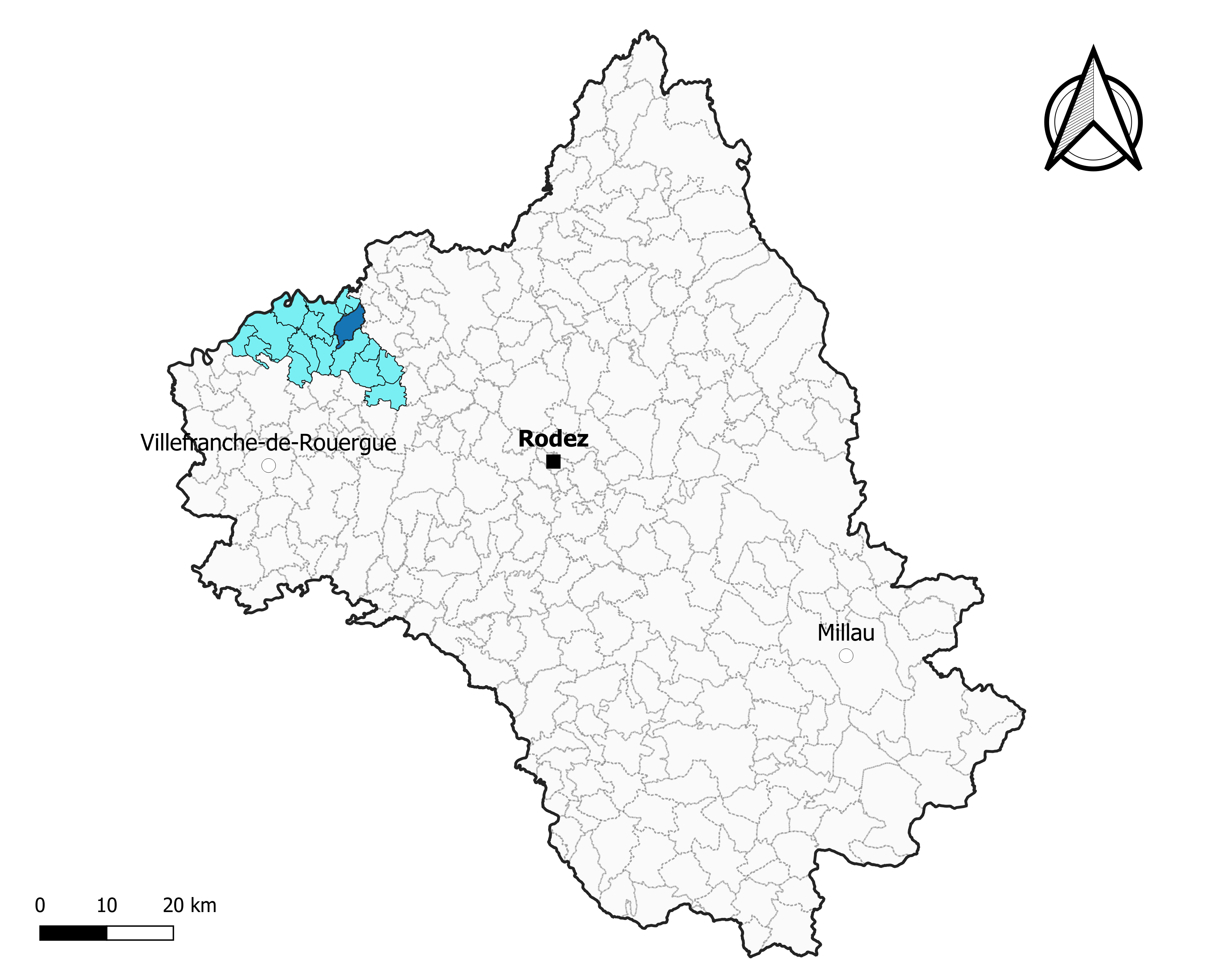
Les Albres dans le canton de Lot et Montbazinois en 2020.
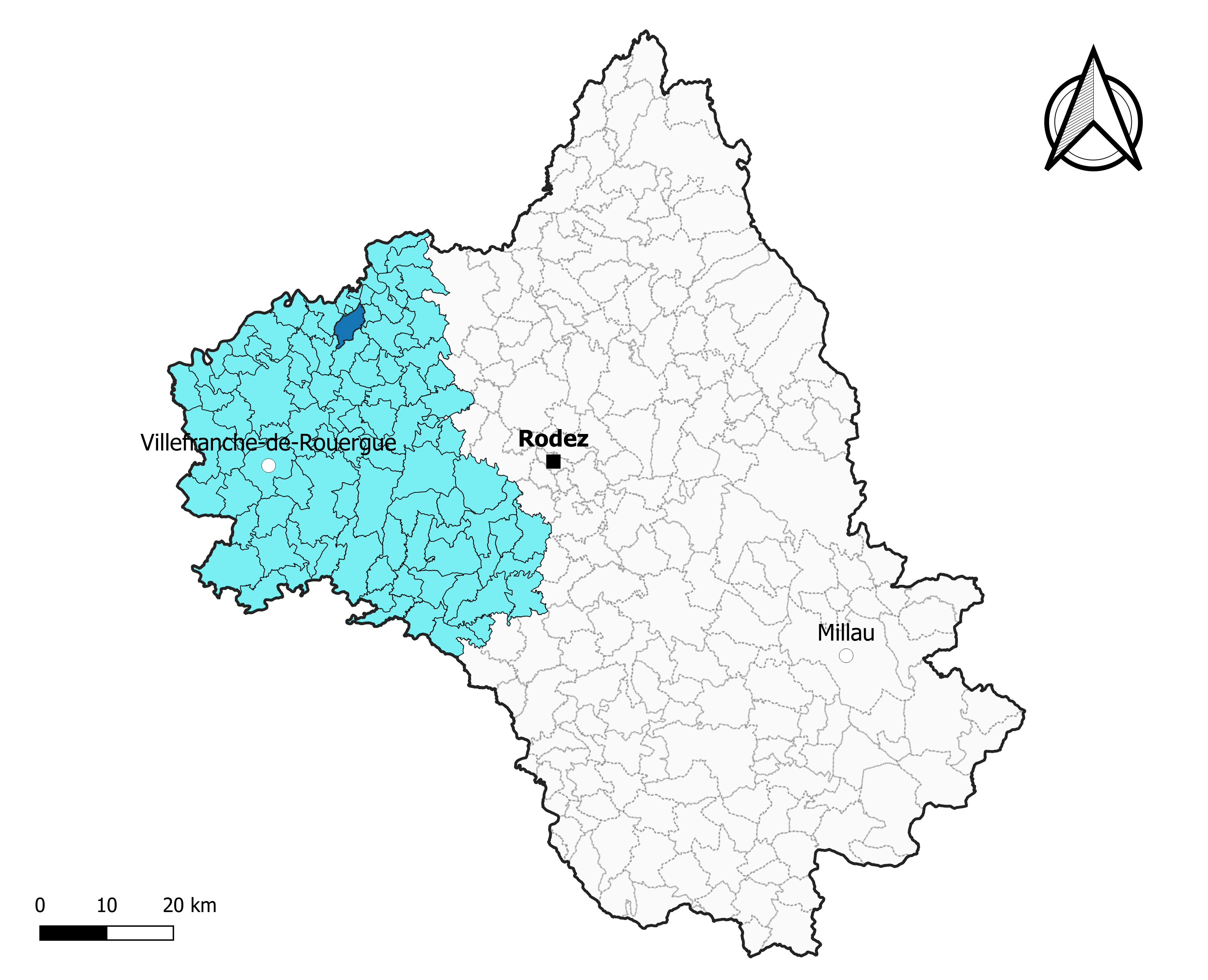
Les Albres dans l'arrondissement de Villefranche-de-Rouergue en 2020.

### Élections municipales et communautaires

#### Élections de 2020
Le conseil municipal des Albres, commune de moins de 1 000 habitants, est élu au scrutin majoritaire plurinominal à deux tours avec candidatures isolées ou groupées et possibilité de panachage. Compte tenu de la population communale, le nombre de sièges à pourvoir lors des élections municipales de 2020 est de 11. Sur les treize candidats en lice, onze sont élus dès le premier tour, le 15 mars 2020, correspondant à la totalité des sièges à pourvoir, avec un taux de participation de 48,05 %.
Bernard Jonquières, maire sortant, est réélu pour un nouveau mandat le 23 mai 2020.
Dans les communes de moins de 1 000 habitants, les conseillers communautaires sont désignés parmi les conseillers municipaux élus en suivant l’ordre du tableau (maire, adjoints puis conseillers municipaux) et dans la limite du nombre de sièges attribués à la commune au sein du conseil communautaire. Deux sièges sont attribués à la commune au sein de la communauté de communes du Plateau de Montbazens.

#### Liste des maires
| Période                                  | Période  | Identité            | Étiquette | Qualité                             |
| ---------------------------------------- | -------- | ------------------- | --------- | ----------------------------------- |
| 2001                                     | En cours | Bernard Jonquières, | DVD       | Agriculteur sur petite exploitation |
| Les données manquantes sont à compléter. |          |                     |           |                                     |

## Démographie
L'évolution du nombre d'habitants est connue à travers les recensements de la population effectués dans la commune depuis 1793. Pour les communes de moins de 10 000 habitants, une enquête de recensement portant sur toute la population est réalisée tous les cinq ans, les populations de référence des années intermédiaires étant quant à elles estimées par interpolation ou extrapolation. Pour la commune, le premier recensement exhaustif entrant dans le cadre du nouveau dispositif a été réalisé en 2005.

En 2022, la commune comptait 344 habitants, en évolution de −0,29 % par rapport à 2016 (Aveyron : +0,37 %, France hors Mayotte : +2,11 %).
| 1793 | 1800 | 1881 | 1886 | 1891 | 1896 | 1901 | 1906 | 1911 |
| ---- | ---- | ---- | ---- | ---- | ---- | ---- | ---- | ---- |
| 483  | 501  | 675  | 670  | 658  | 620  | 593  | 608  | 604  |

| 1921 | 1926 | 1931 | 1936 | 1946 | 1954 | 1962 | 1968 | 1975 |
| ---- | ---- | ---- | ---- | ---- | ---- | ---- | ---- | ---- |
| 583  | 542  | 528  | 500  | 480  | 450  | 438  | 418  | 418  |

| 1982 | 1990 | 1999 | 2005 | 2006 | 2010 | 2015 | 2020 | 2022 |
| ---- | ---- | ---- | ---- | ---- | ---- | ---- | ---- | ---- |
| 389  | 342  | 330  | 349  | 353  | 337  | 343  | 342  | 344  |

## Économie

### Revenus
En 2018  (données Insee publiées en septembre 2021), la commune compte 150 ménages fiscaux, regroupant 314 personnes. La médiane du revenu disponible par unité de consommation est de 20 010 € (20 640 € dans le département).

### Emploi
| Division       | 2008  | 2013  | 2018  |
| -------------- | ----- | ----- | ----- |
| Commune        | 6,4 % | 9,6 % | 2,7 % |
| Département    | 5,4 % | 7,1 % | 7,1 % |
| France entière | 8,3 % | 10 %  | 10 %  |

En 2018, la population âgée de 15 à 64 ans s'élève à 188 personnes, parmi lesquelles on compte 77,4 % d'actifs (74,7 % ayant un emploi et 2,7 % de chômeurs) et 22,6 % d'inactifs,. En  2018, le taux de chômage communal (au sens du recensement) des 15-64 ans est inférieur à celui de la France et département, alors qu'en 2008 il était supérieur à celui du département et inférieur à celui de la France.
La commune est hors attraction des villes,. Elle compte 54 emplois en 2018, contre 48 en 2013 et 71 en 2008. Le nombre d'actifs ayant un emploi résidant dans la commune est de 141, soit un indicateur de concentration d'emploi de 37,9 % et un taux d'activité parmi les 15 ans ou plus de 50,3 %.
Sur ces 141 actifs de 15 ans ou plus ayant un emploi, 35 travaillent dans la commune, soit 25 % des habitants. Pour se rendre au travail, 87,1 % des habitants utilisent un véhicule personnel ou de fonction à quatre roues, 0,7 % les transports en commun, 4,3 % s'y rendent en deux-roues, à vélo ou à pied et 7,9 % n'ont pas besoin de transport (travail au domicile).

### Activités hors agriculture
22 établissements sont implantés  aux Albres au 31 décembre 2019. Le tableau ci-dessous en détaille le nombre par secteur d'activité et compare les ratios avec ceux du département,.
Le secteur de l'industrie manufacturière, des industries extractives et autres est prépondérant sur la commune puisqu'il représente 36,4 % du nombre total d'établissements de la commune (8 sur les 22 entreprises implantées aux Albres), contre 17,7 % au niveau départemental.

### Agriculture
La commune est dans le Segala, une petite région agricole occupant l'ouest du département de l'Aveyron. En 2020, l'orientation technico-économique de l'agriculture  sur la commune est la polyculture et/ou le polyélevage.
|               | 1988 | 2000 | 2010 | 2020 |
| ------------- | ---- | ---- | ---- | ---- |
| Exploitations | 46   | 31   | 24   | 23   |
| SAU (ha)      | 775  | 1019 | 825  | 932  |

Le nombre d'exploitations agricoles en activité et ayant leur siège dans la commune est passé de 46 lors du recensement agricole de 1988  à 31 en 2000 puis à 24 en 2010 et enfin à 23 en 2020, soit une baisse de 50 % en 32 ans. Le même mouvement est observé à l'échelle du département qui a perdu pendant cette période 51 % de ses exploitations,. La surface agricole utilisée sur la commune a quant à elle augmenté, passant de 775 ha en 1988 à 932 ha en 2020. Parallèlement la surface agricole utilisée moyenne par exploitation a augmenté, passant de 17 à 41 ha.

## Culture locale et patrimoine

### Lieux et monuments

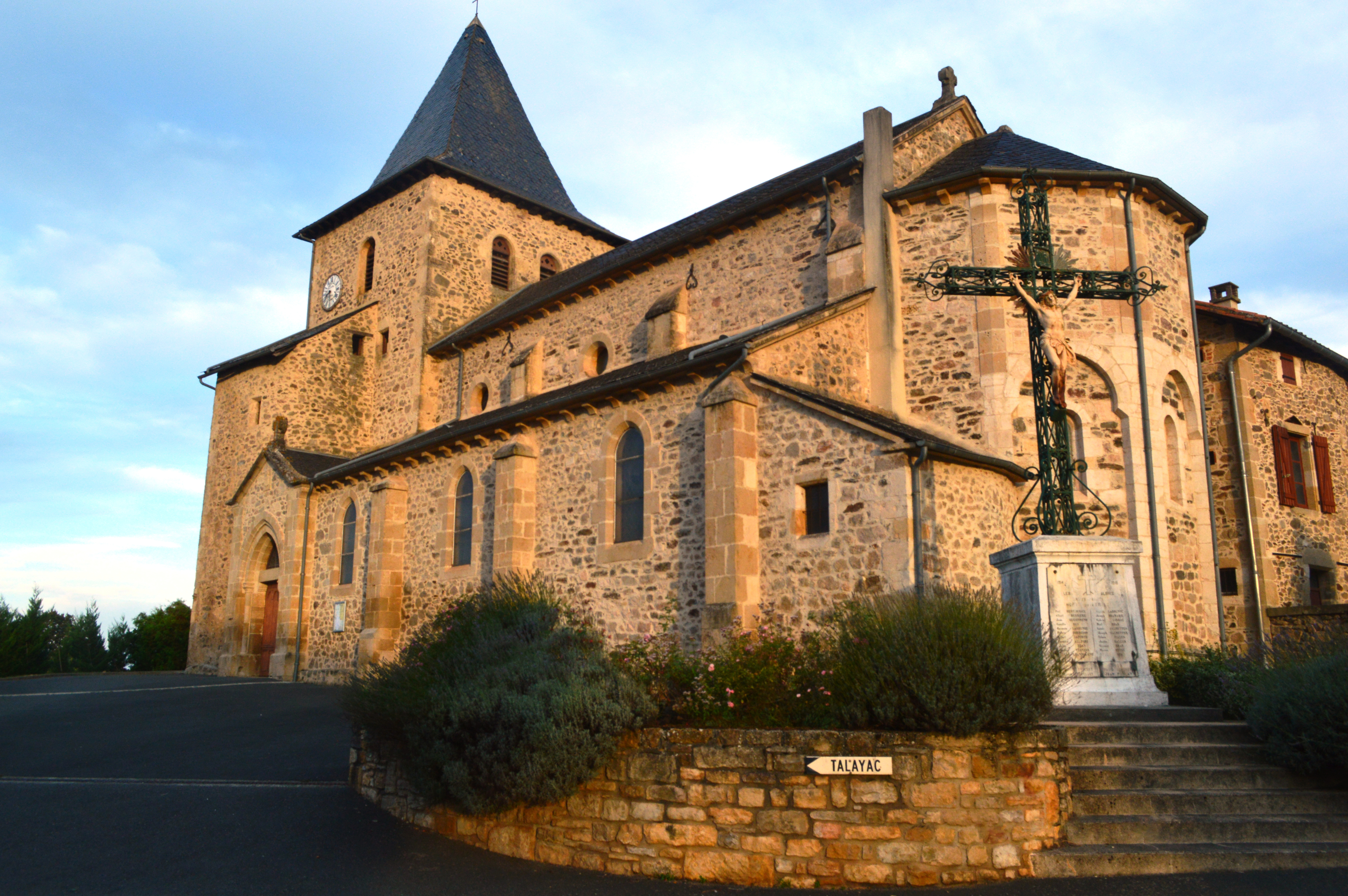
L'église Saint-Denis des Albres.

- Église Saint-Denis des Albres.

### Personnalités liées à la commune
L'abbé Augustin Brassac, né au hameau de Brayes, commune des Albres, en 1873, fut ordonné prêtre en 1896. Chargé plus tard de la nouvelle édition du Manuel Biblique de l'abbé Vigouroux, l'abbé Brassac est jugé à Rome trop « moderniste ». Toutes ses éditions sont mises à l'index en 1923. Privé d'enseignement, nommé vicaire à Saint-Sulpice, il décédera en 1941. Il se trouvera en quelque sorte réhabilité en 1943 par l'encyclique Divino afflante autorisant la méthode historico-critique dans la théologie catholique.